# Гринь Ганкевич
Гринь Ганкевич (пол. Hryń Hankewycz; 1891 р. — після вересня 1941, ГУЛАГ в СРСР) — український політичний і громадський діяч, юрист, діяч Українського національно-демократичного об'єднання (УНДО), депутат Сейму РП V каденції (1938—1939).
Син Ісидора Ганкевича. Він закінчив свої студії права у Відні та Празі, завершившись докторським ступенем. Керував адвокатською конторою в Снятині. Там він був депутатом міськради та міської управи. Працював в українських громадсько-просвітницьких організаціях, був активним в УНДО. 
На виборах 1938 р. був обраний до Сейму Республіки Польща від виборчого округу №. 67 — Коломия. Входив до складу Української парламентської репрезентації, працював у скарбовій комісії сейму.
Після радянської агресії проти Польщі у вересні 1939 року був заарештований НКВС. Його не звільнили внаслідок Угоди Сікорського-Майського. Імовірно у вересні 1941 р. його перевезли до Севжелдорлагу в Княжпогост Комі АРСР (будівництво залізниці Котлас — Воркута). Подальша доля та обставини його смерті залишаються невідомими.